# Zohor
Zohor – gmina (obec) w powiecie Malacky, w kraju bratysławskim, w zachodniej Słowacji.

## Historia
Obszar miejscowości był zamieszkany już w epoce brązu. Pierwsze wzmianki o wsi pochodzą z 1314 roku, kiedy Karol I Robert zatwierdził przejęcie majątku przez Ottona z Telespruna – w tym wsi rybackiej Sahur (Zohor). W połowie XVI wieku Zohor zasiedlili Chorwaci. Od 1466 r. używana jest współczesna nazwa miejscowości – Zohor.

## Znane osoby z Zohoru
- Albín Brunovský